# Atando cabos
Atando cabos (en inglés, The Shipping News) es un drama basado en la novela homónima de la ganadora del premio Pulitzer Annie Proulx, se estrenó el 25 de diciembre de 2001 en Estados Unidos y el 1 de marzo de 2002 en España. Protagonizada por Kevin Spacey, Julianne Moore, Cate Blanchett y Judi Dench. Dirigida por Lasse Hallström.

## Argumento
Cuando Quoyle (Kevin Spacey) que es un solitario habitante de la ciudad de Nueva York, pierde a su mujer, de la que ya vivía separado, en un trágico accidente de coche, su vida cambiará para siempre. Abatido por el dolor y el recuerdo de su mujer decide mudarse, junto a su tía y su hija, a Terranova, el misterioso hogar de sus antepasados. 
En el pequeño puerto pesquero de Killick-Claw, Quoyle consigue un trabajo como reportero en el periódico de la localidad, The Gammy Bird. Con cada artículo que escribe, crece aún más su percepción de esta peculiar comunidad, junto a la propia percepción que se irá forjando sobre sí mismo. De forma gradual, va naciendo un romance con Wavey Prowse (Julianne Moore), una mujer que vive con sus propios demonios personales. 
Mientras se va montando su nueva vida en Terranova (una población mágica y de intrigante belleza y a la vez de duras condiciones meteorológicas) su pasado  con su presente y Quoyle se transforma en una nueva persona, intentando olvidar los fantasmas del pasado y seguir adelante con su nueva vida.

## Reparto
- Kevin Spacey (Quoyle)
- Julianne Moore (Wavey Prowse)
- Cate Blanchett (Petal Bear)
- Judi Dench (Agnis Hamm)
- Rhys Ifans (Beaufield Nutbeem)
- Pete Postlethwaite (Tert Card)
- Scott Glenn (Jack Buggit)

| Protagonistas de Atando cabos.    | Protagonistas de Atando cabos.            | Protagonistas de Atando cabos.          | Protagonistas de Atando cabos.      |
| --------------------------------- | ----------------------------------------- | --------------------------------------- | ----------------------------------- |
|                                   |                                           |                                         |                                     |
| Kevin Spacey interpreta a Quoyle. | Julianne Moore interpreta a Wavey Prowse. | Cate Blanchett interpreta a Petal Bear. | Judi Dench interpreta a Agnis Hamm. |

## Recepción crítica y comercial
Según la página de Internet Rotten Tomatoes obtuvo un 55% de comentarios positivos: "Aunque está sólidamente hecha e interpretada "Atando cabos" es bastante aburrida y torpe, especialmente teniendo la naturaleza de su protagonista."
Destacar el comentario del crítico cinematográfico Roger Ebert:

"Una película colorida y bonita."
Roger Ebert, crítico de cine.

Según la página de Internet Metacritic obtuvo críticas mixtas, con un 47%, basado en 31 comentarios de los cuales 10 son positivos.
Recaudó 11 millones de dólares en Estados Unidos. Sumando las recaudaciones internacionales la cifra asciende a casi 25 millones. Su presupuesto fue de 38 millones.

## Premios

### Globos de Oro
| Año  | Categoría                            | Persona           | Resultado |
| ---- | ------------------------------------ | ----------------- | --------- |
| 2002 | Globo de Oro al mejor actor - Drama  | Kevin Spacey      | Candidato |
| 2002 | Globo de Oro a la mejor banda sonora | Christopher Young | Candidato |

### Premios BAFTA
| Año  | Categoría                          | Persona      | Resultado |
| ---- | ---------------------------------- | ------------ | --------- |
| 2002 | BAFTA al mejor actor               | Kevin Spacey | Candidato |
| 2002 | BAFTA a la mejor actriz de reparto | Judi Dench   | Candidata |

### Premios del Sindicato de Actores
| Año  | Categoría                                                    | Persona    | Resultado |
| ---- | ------------------------------------------------------------ | ---------- | --------- |
| 2002 | Premio del Sindicato de Actores a la mejor actriz de reparto | Judi Dench | Candidata |

## Localizaciones
The Shipping News se rodó entre el 5 de marzo y el 7 de junio de 2001 en diversas localizaciones de Canadá. Destacando las poblaciones de Nueva Escocia, Halifax o Fox Point.

## DVD
Atando cabos salió a la venta el 11 de diciembre de 2002 en España, en formato DVD. El disco contiene menús Interactivos, acceso directo a escenas, ficha técnica, ficha artística, ficha de doblaje, tráiler, sports, cómo se Hizo, biofilmografías, galería fotográfica, subtítulos en múltiples idiomas y acances de otros títulos de la misma distribuidora.